# منهول (فیلم)
منهول (انگلیسی: Manhole؛‏ کره‌ای: 맨홀) فیلم دلهره‌آور محصول سال ۲۰۱۴ کره جنوبی به کارگردانی شین جه یونگ و با بازی جونگ کیونگ هو، جونگ یو می و کیم سه رون است. این فیلم در ۸ اکتبر ۲۰۱۴ منتشر شد.

## بازیگران
- جونگ کیونگ هو در نقش سو چول
- جونگ یو می در نقش یون سو
- کیم سه رون در نقش سو جونگ
- چوی دوک مون در نقش کیم جونگ هو، راننده تاکسی
- جو دال هوان در نقش پیل گیو، مرد پلیس
- لی یونگ یو در نقش کیم سونگ یی، دختر جونگ هو
- یون چان یونگ در نقش سو چول (جوانی)
- سونگ یو بین در نقش پسر وحشی
- کیم بین وو در نقش زن قربانی
- سو هیون وو در نقش مرد پلیس
- کیم می هی در نقش زن پلیس
- کیم گو تِک در نقش چوی